# Pantoffelblumen
Die Pantoffelblumen (Calceolaria) sind eine Pflanzengattung in der Familie der Pantoffelblumengewächse (Calceolariaceae) innerhalb der Ordnung der Lippenblütlerartigen (Lamiales). Von einigen Arten gibt es viele Züchtungen, die beliebte Zierpflanzen als Beet- und Balkonpflanzen oder Zimmerpflanzen sind.

## Beschreibung und Ökologie

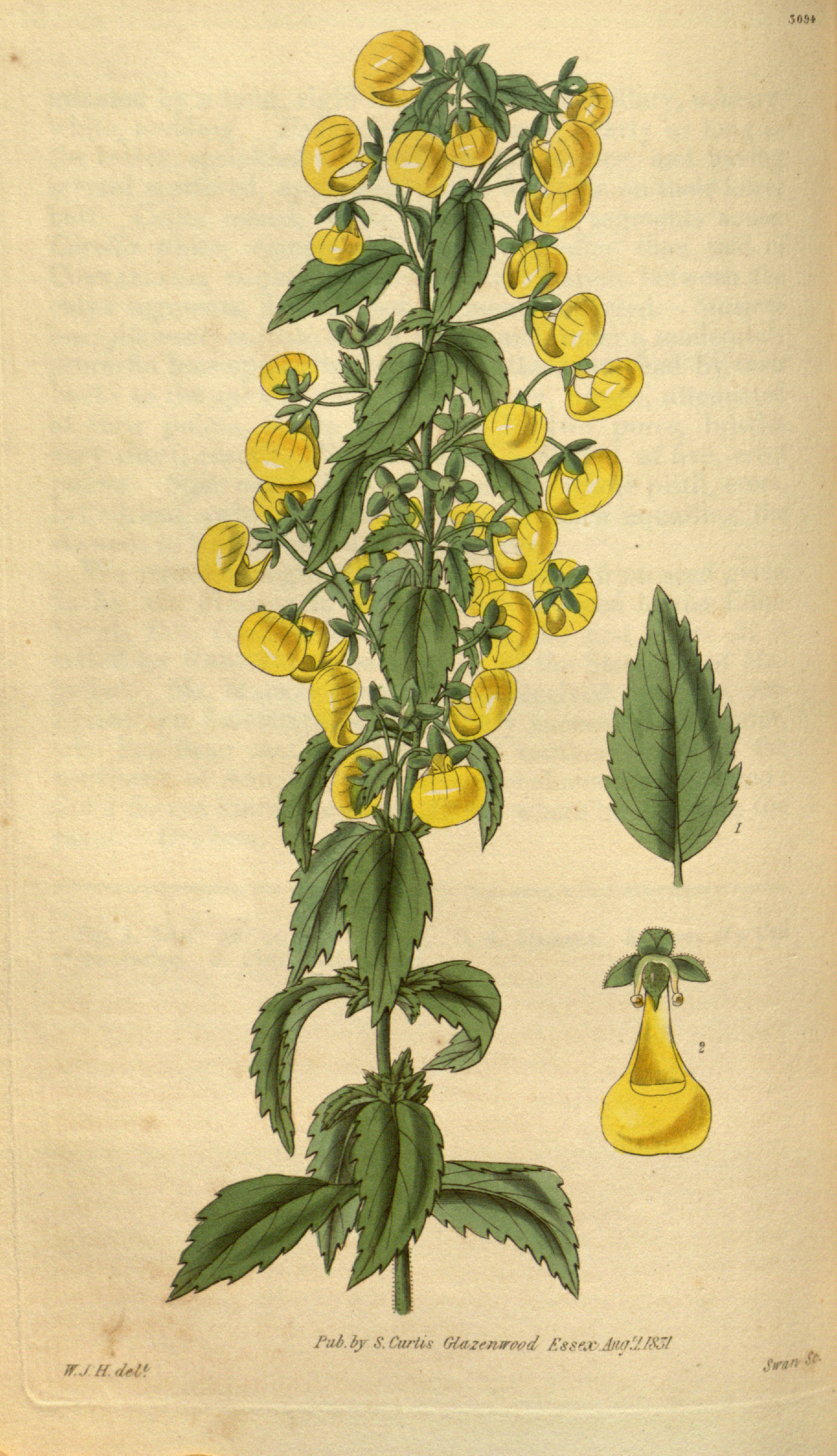
Illustration von Calceolaria angustiflora aus Curtis’s Botanical Magazine, London, Volume 58, 1831, Tafel 3094

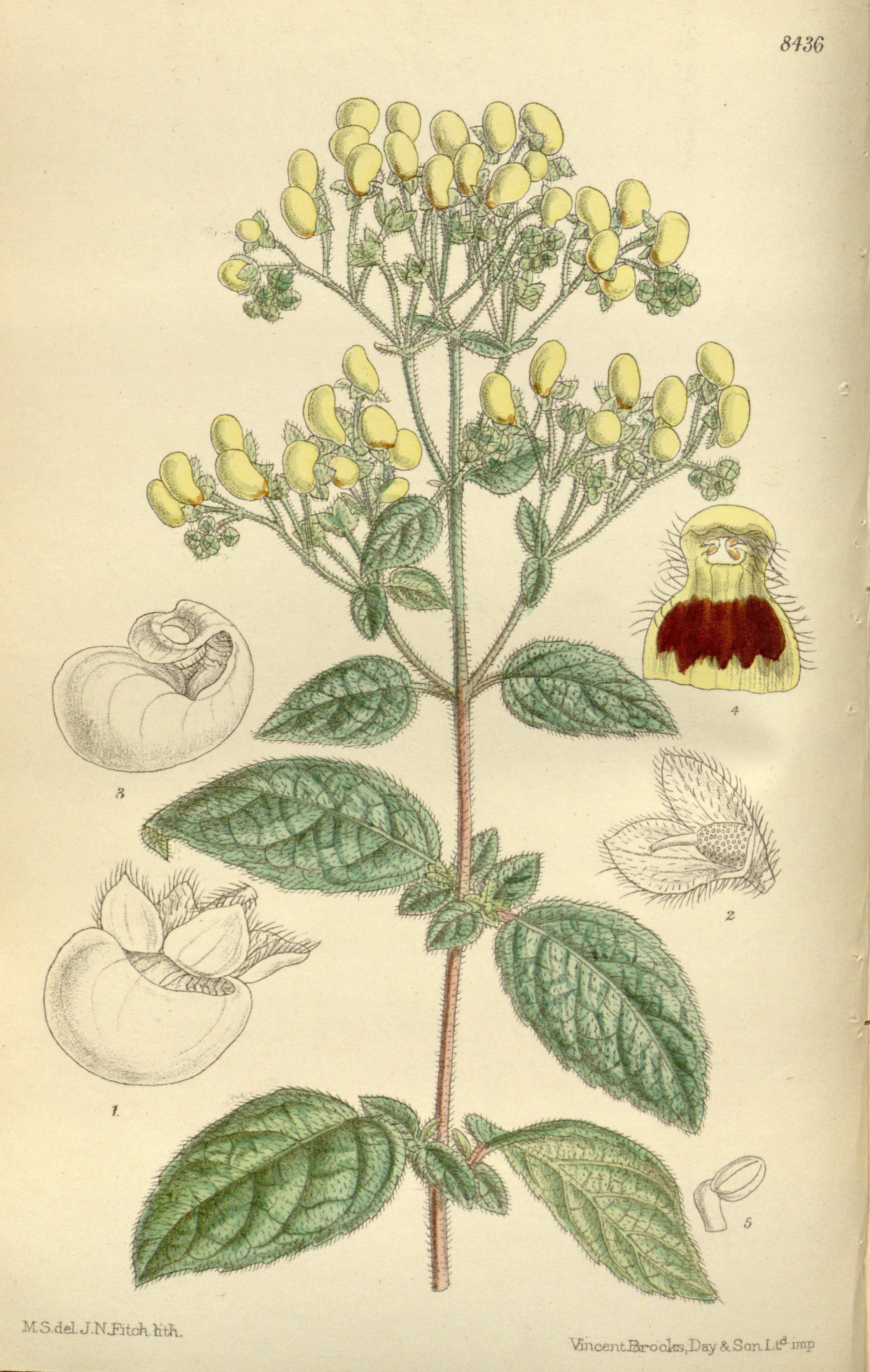
Illustration von Calceolaria virgata aus Curtis’s Botanical Magazine, London, Volume 138 = Ser. 4, Vol. 8, 1912, Tafel 8436

### Vegetative Merkmale
Pantoffelblumen-Arten sind meist ausdauernde, manchmal einjährige krautige Pflanzen, seltener Sträucher.
Die gegenständig angeordneten Laubblätter sind einfach und besitzen gezähnte oder selten glatte Blattränder.

### Generative Merkmale
Die zwittrigen Blüten sind zygomorph und vierzählig mit doppelter Blütenhülle. Die vier Kelchblätter sind grün. Die vier Kronblätter sind zu dem typischen „Pantoffel“ verwachsen, diese Kronröhre ist zweilippig. Die Öffnung wird als Mund bezeichnet. Ist der Mund stark geschlossen, werden die Blüten von Hummeln bestäubt, ist der Mund weit geöffnet, sind Bienen die Bestäuber. Belohnt werden die Bestäuber mit Öl aus Öldrüsen und Pollen und nicht mit Nektar. Sie haben normalerweise zwei Staubblätter. Zwei Fruchtblätter sind zu einem halbunterständigen Fruchtknoten verwachsen.
Die Kapselfrüchte enthalten zahlreiche kleine Samen.

## Verbreitung
Die Gattung Calceolaria besitzt eine rein neotropische Verbreitung. Sie haben ihre Areale in Zentralamerika, im Flachland des westlichen Südamerika und den Gebirgen Südamerikas. Das Verbreitungsgebiet der Gattung Calceolaria reicht von Mexiko bis nach Feuerland. Das Zentrum der Artenvielfalt für diese Gattung ist das südliche Ecuador und die peruanischen Departments Amazonas und Cajamarca. Die Artenvielfalt nimmt Richtung Norden ab. Eine Konzentration von Lokalendemiten befindet sich im nördlichen Peru. Insgesamt sind die Anden das Hauptverbreitungsgebiet.
29 verholzende Calceolaria-Arten kommen in Ecuador in Höhenlagen über 2400 Meter vor: Calceolaria adenanthera, Calceolaria australis, Calceolaria bentae, Calceolaria brachiata, Calceolaria commutata, Calceolaria comosa, Calceolaria ericoides, Calceolaria ferruginea, Calceolaria frondosa, Calceolaria fusca, Calceolaria harlingii, Calceolaria helianthemoides, Calceolaria hyssopifolia, Calceolaria lavandulifolia, Calceolaria martinezii, Calceolaria microbefaria, Calceolaria nivalis, Calceolaria odontophylla, Calceolaria oxyphylla, Calceolaria pedunculata, Calceolaria phaeotricha, Calceolaria rosmarinifolia, Calceolaria semiconnata, Calceolaria sericea, Calceolaria serrata, Calceolaria spruceana, Calceolaria stricta, Calceolaria variifolia, Calceolaria virgata.

## Systematik
Die Gattung Calceolaria wurde 1770 durch Carl von Linné mit der Typusart Calceolaria pinnata L. in Kongliga Vetenskaps Academiens Handlingar, Band 31, Seite 286 aufgestellt. Der botanische Gattungsname Calceolaria leitet sich aus dem lateinischen Wort calceolarius für „Schuhmacher“ ab, weil die Blüte einem Pantoffel gleicht. Synonyme für Calceolaria L. sind: Fagelia Schwencke, Porodittia G.Don ex Kraenzl., Stemotria Wettst. & Harms, Trianthera Wettst.
Die Gattung Calceolaria war früher in die Scrophulariaceae eingegliedert, nach Gensequenzanalysen von rbcL, cpDNA, ndhF und rps2 bilden sie seit 2001 (Olmstead et al.) zusammen mit der Gattung Jovellana eine eigene Familie. Arten der früheren Gattungen: Fagelia, Porodittia, Stemotria wurden in die Gattung Calceolaria eingegliedert. Die Arten der früheren Sektion Jovellana innerhalb der Gattung Calceolaria bilden eine eigene Gattung Jovellana, siehe Hauptartikel Calceolariaceae.

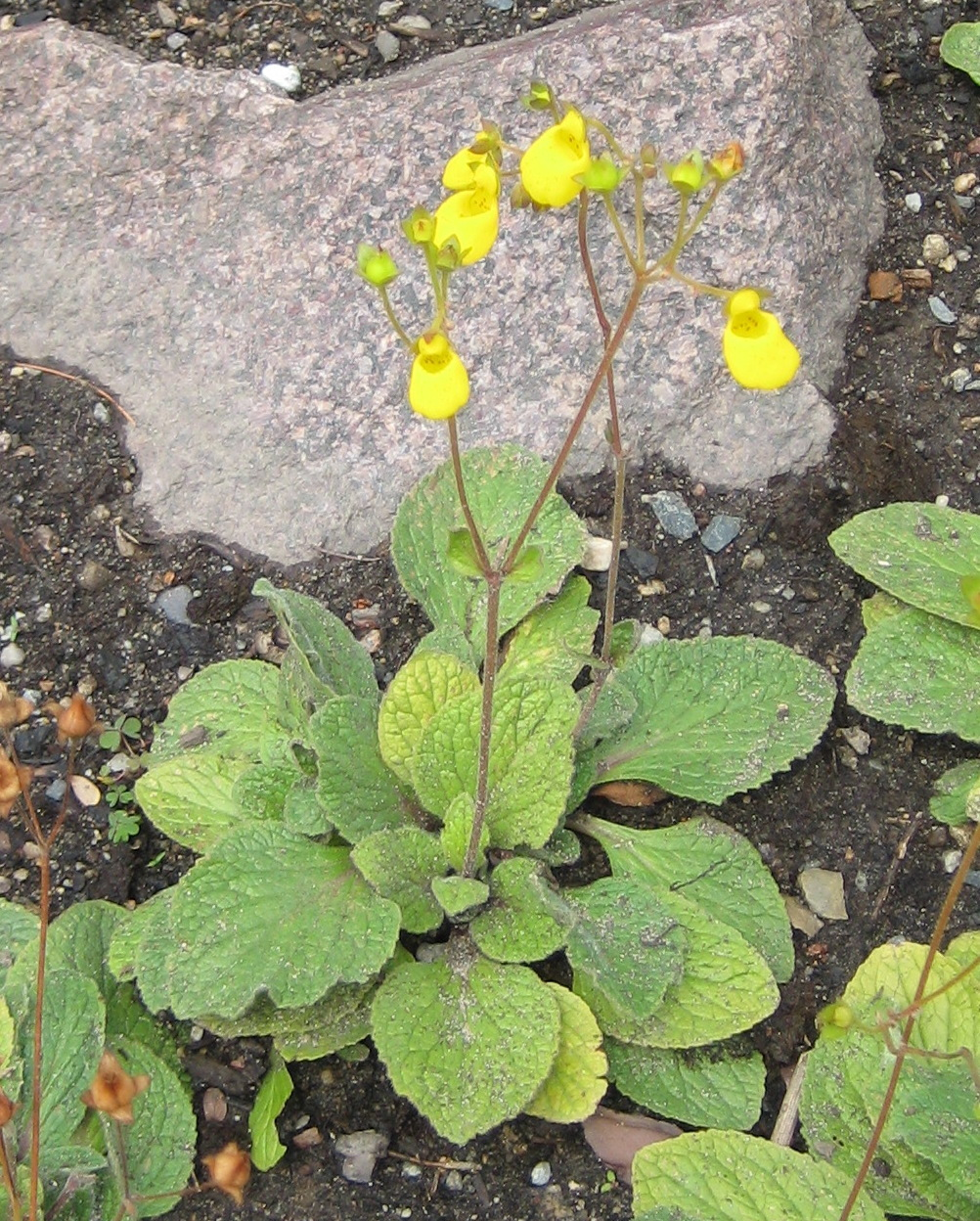
Habitus von Calceolaria andina

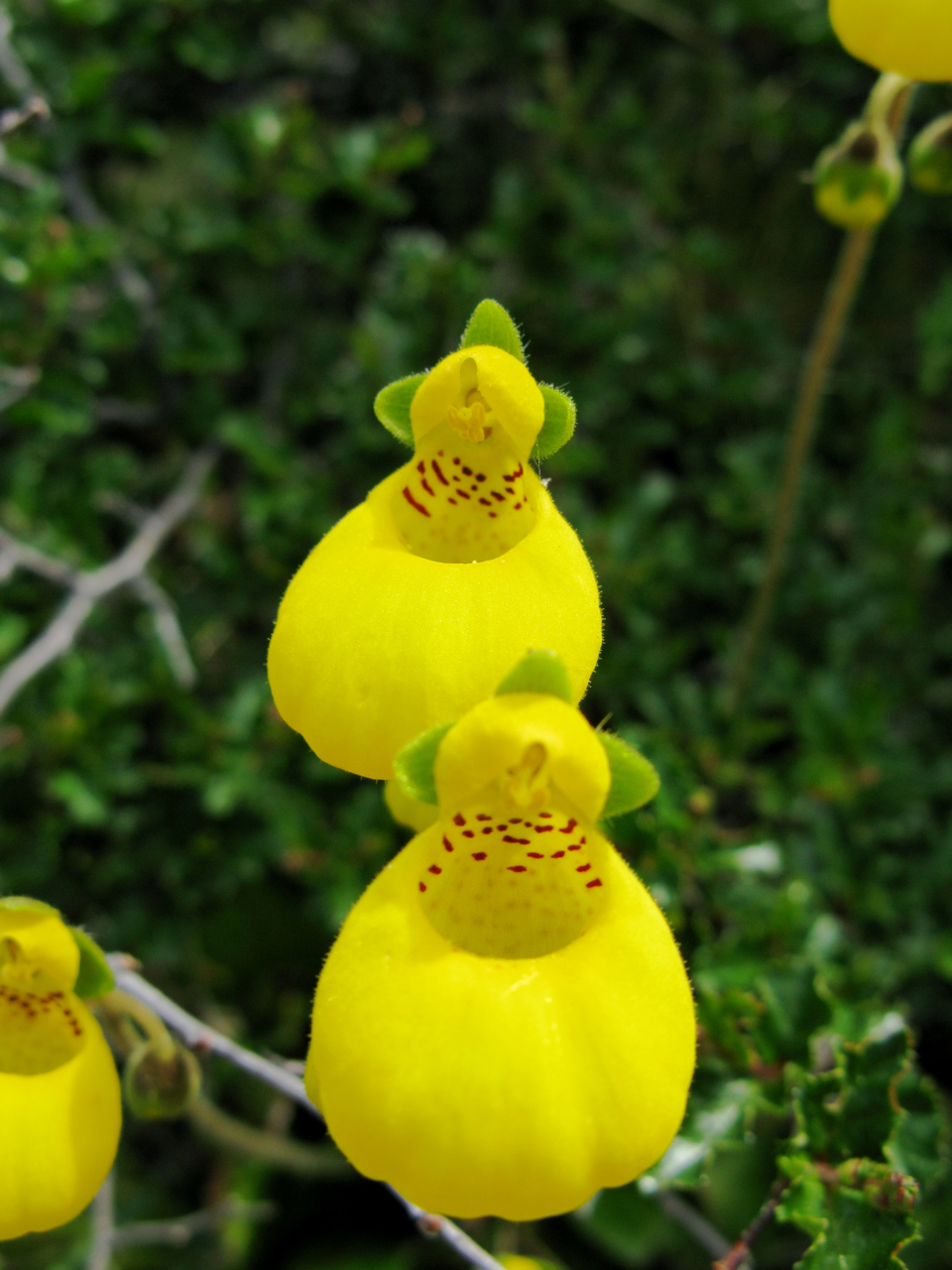
Zygomorphe Blüte von Calceolaria biflora

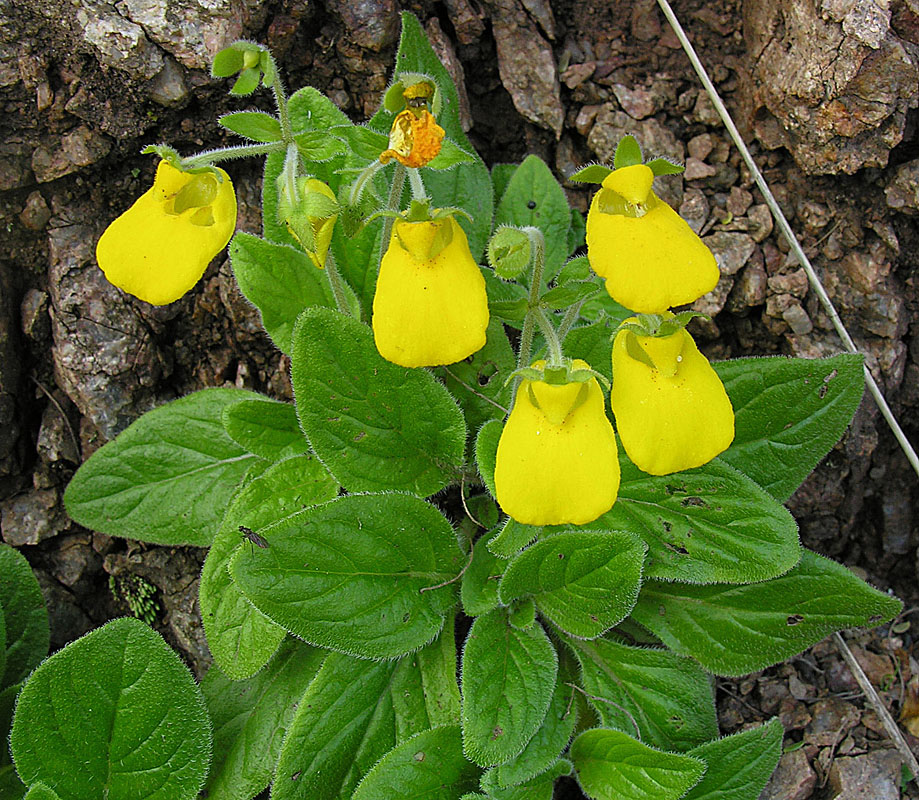
Habitus, Laubblätter und zygomorphe Blüten von Calceolaria brunellifolia

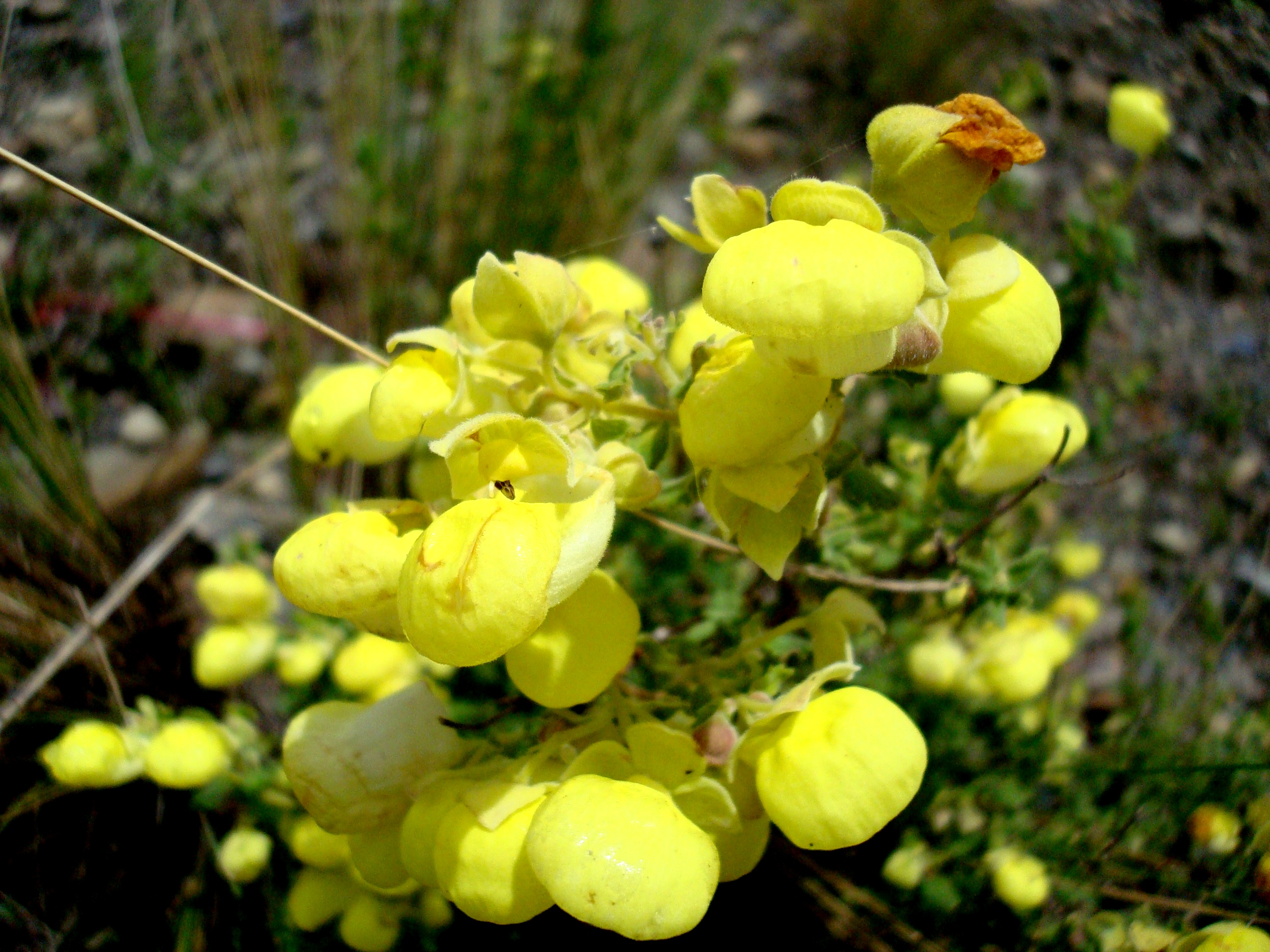
Zygomorphe Blüten von Calceolaria buchtieniana

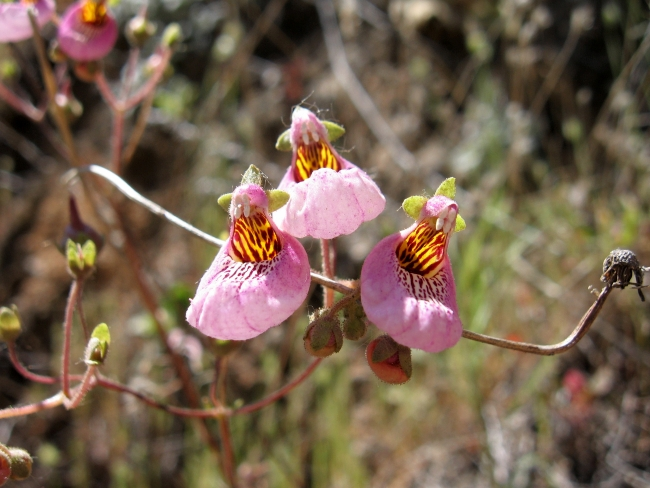
Zygomorphe Blüte von Calceolaria cana

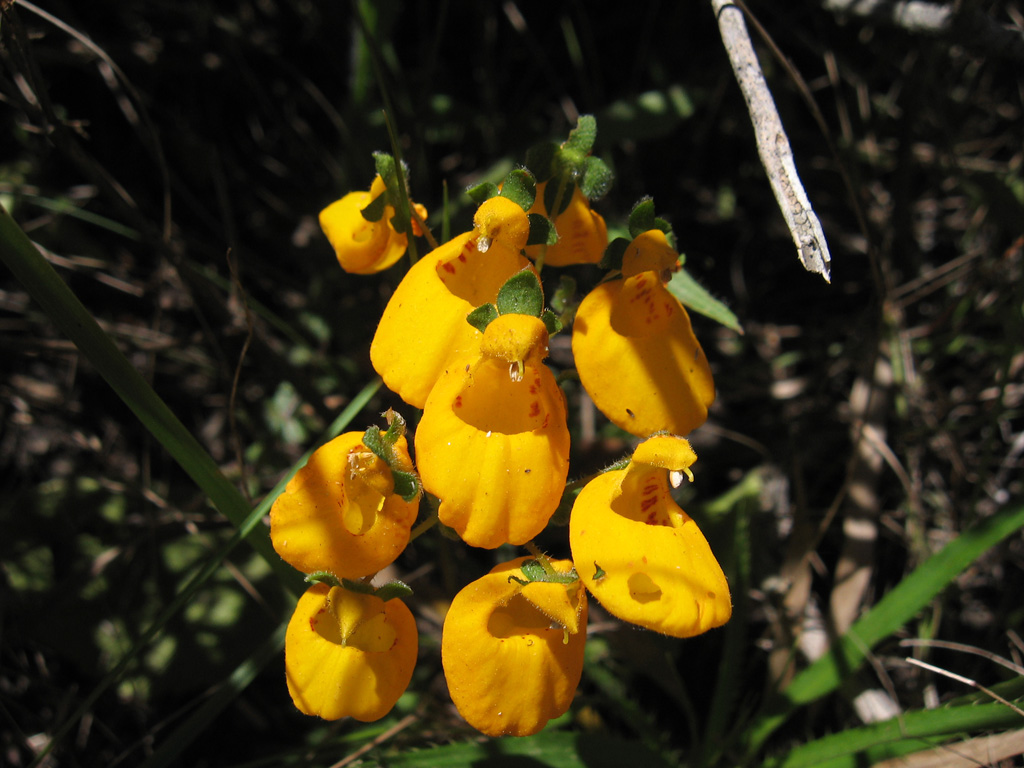
Calceolaria corymbosa subsp. corymbosa

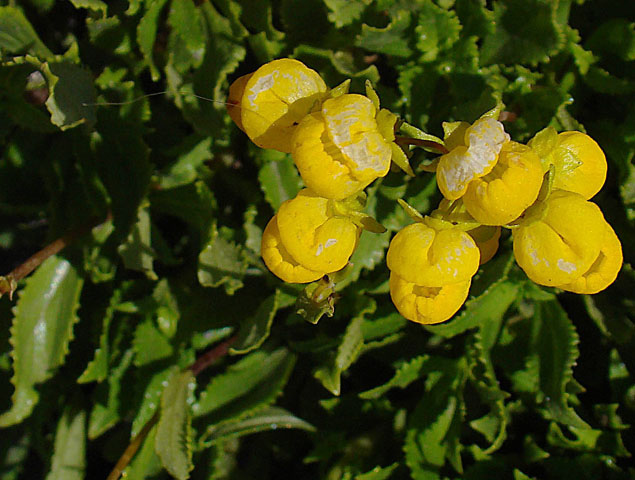
Zygomorphe Blüten von Calceolaria dentata, auch die gezähnten Laubblätter sind zu sehen

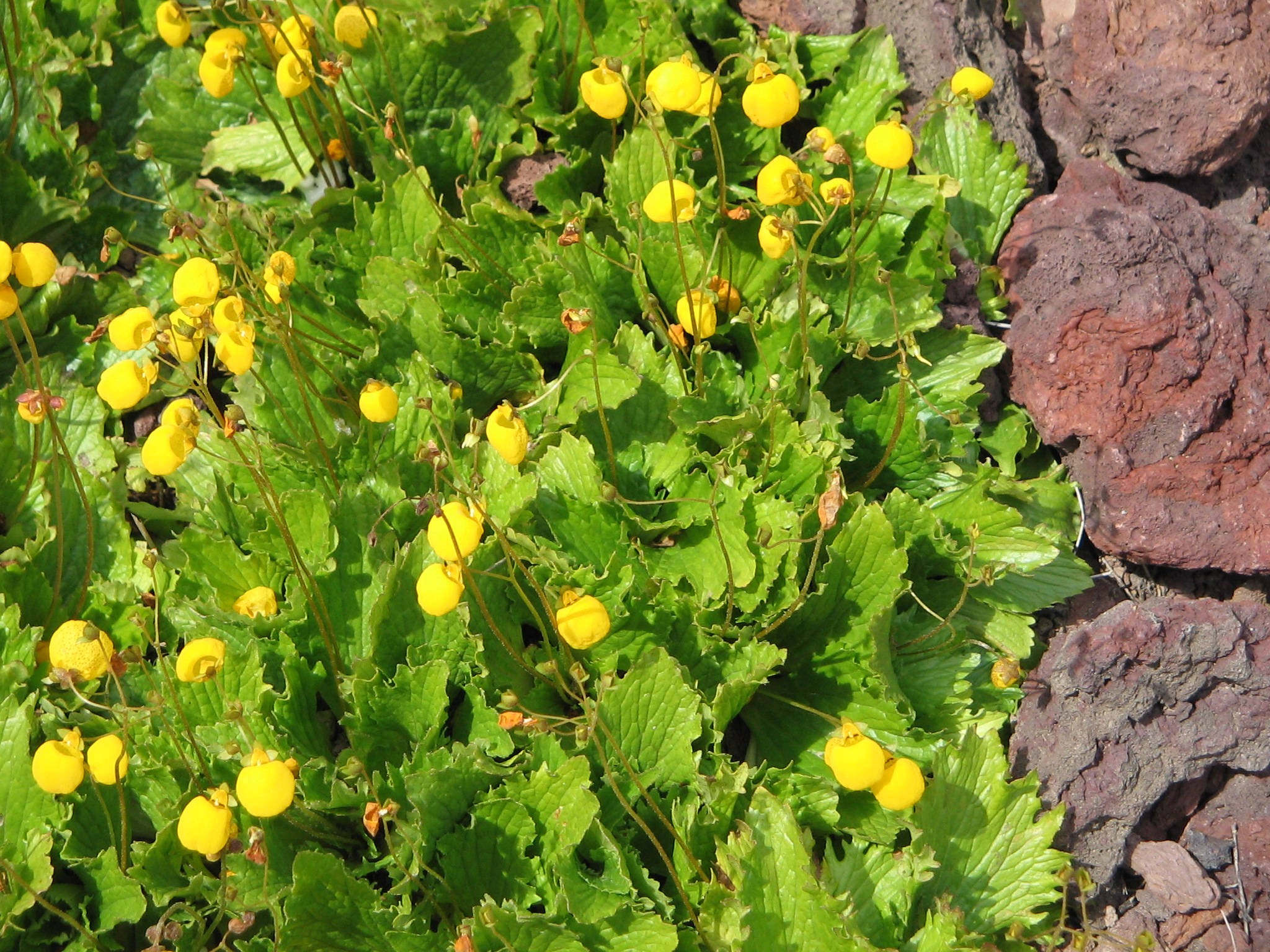
Habitus von Calceolaria filicaulis

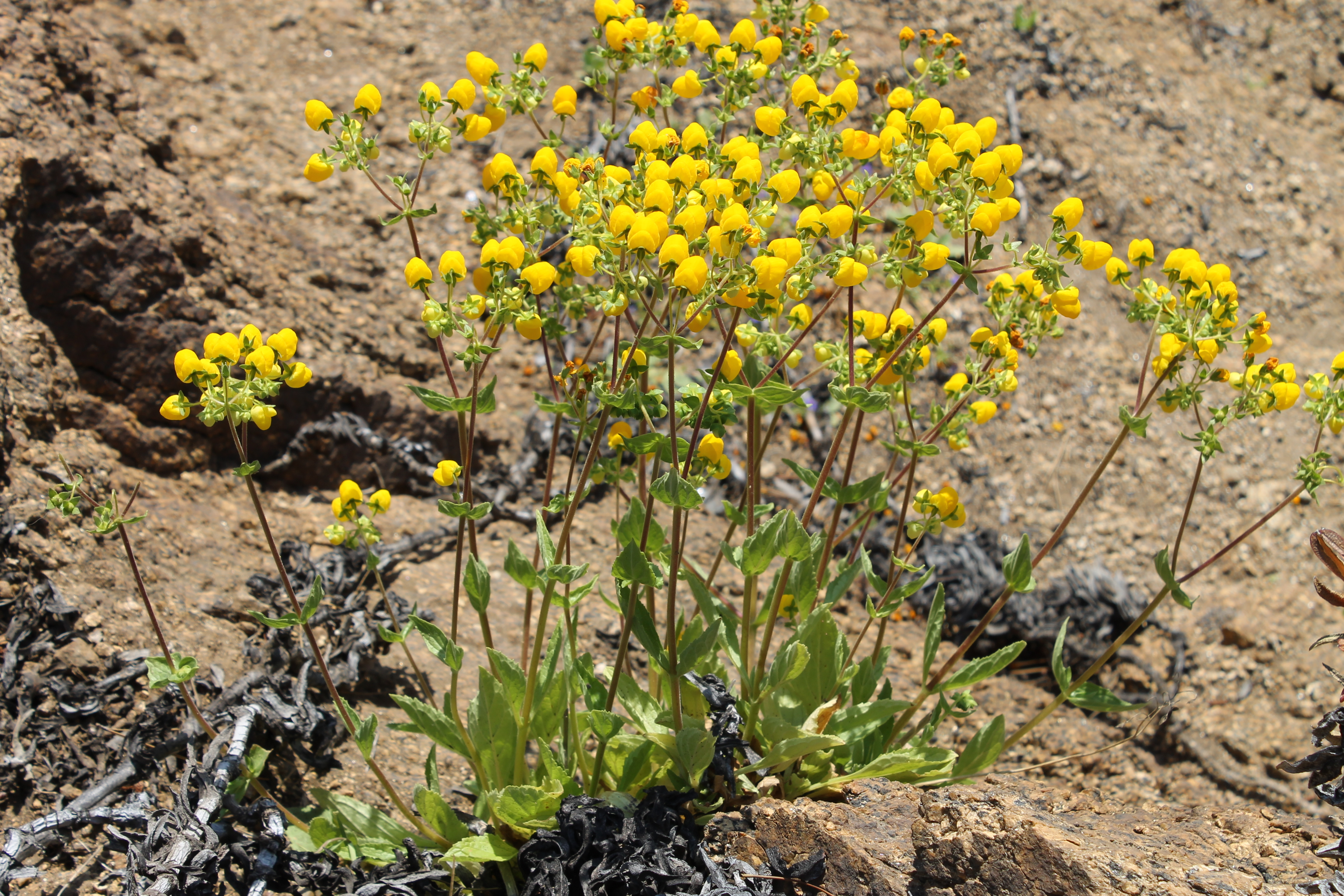
Habitus von Calceolaria glandulosa

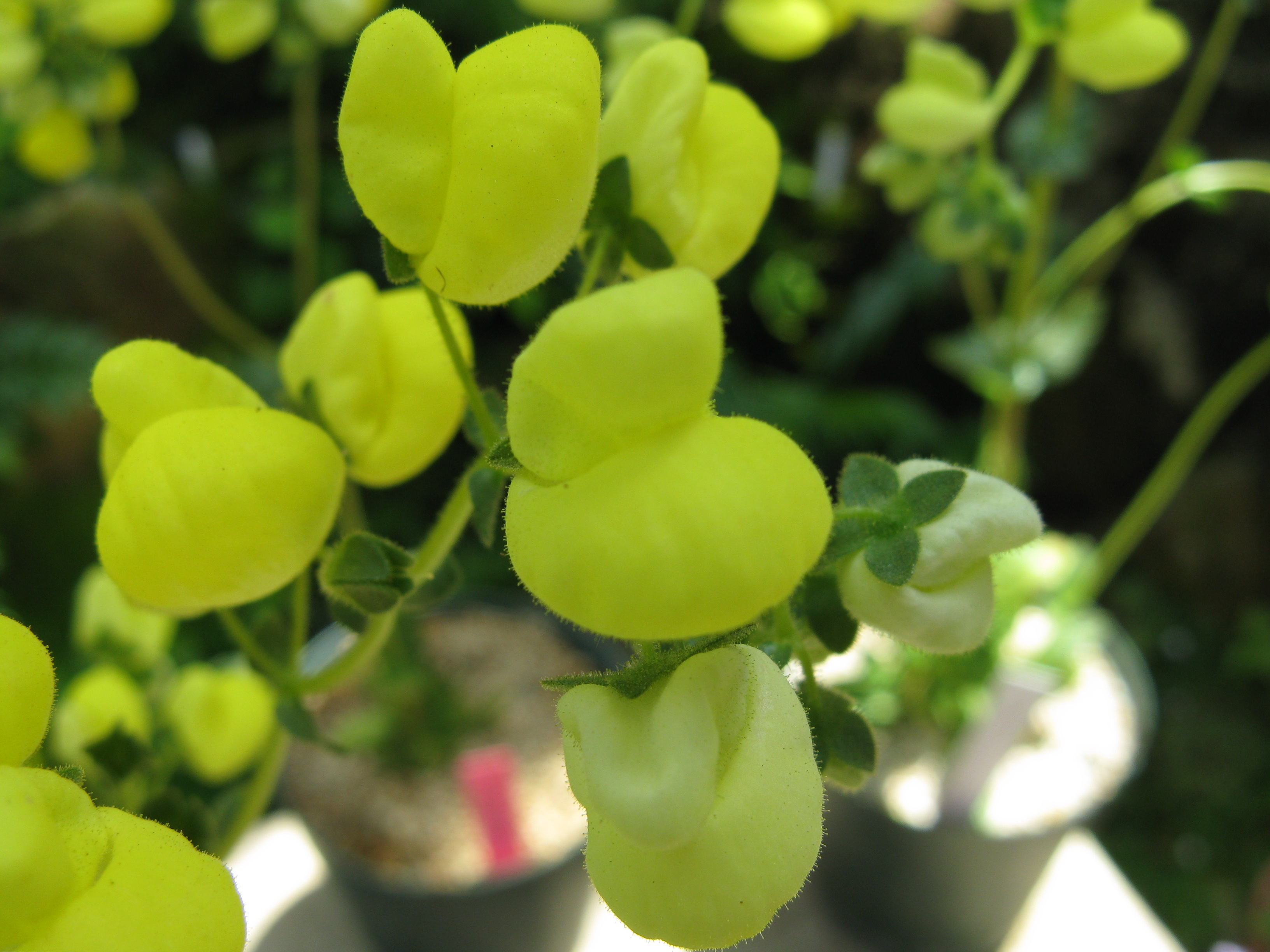
Zygomorphe Blüte von Calceolaria glandulosa

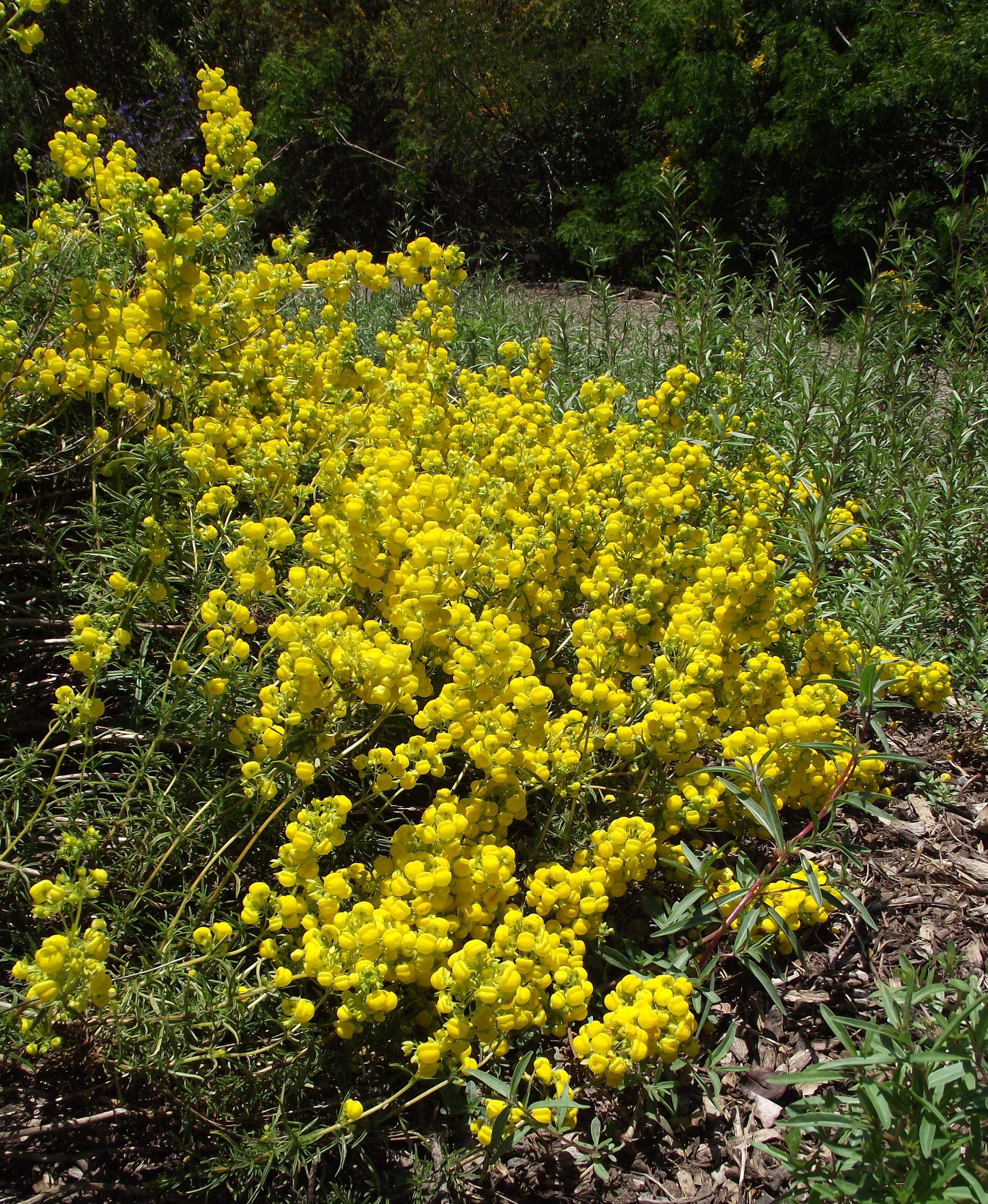
Habitus von Calceolaria hypericina

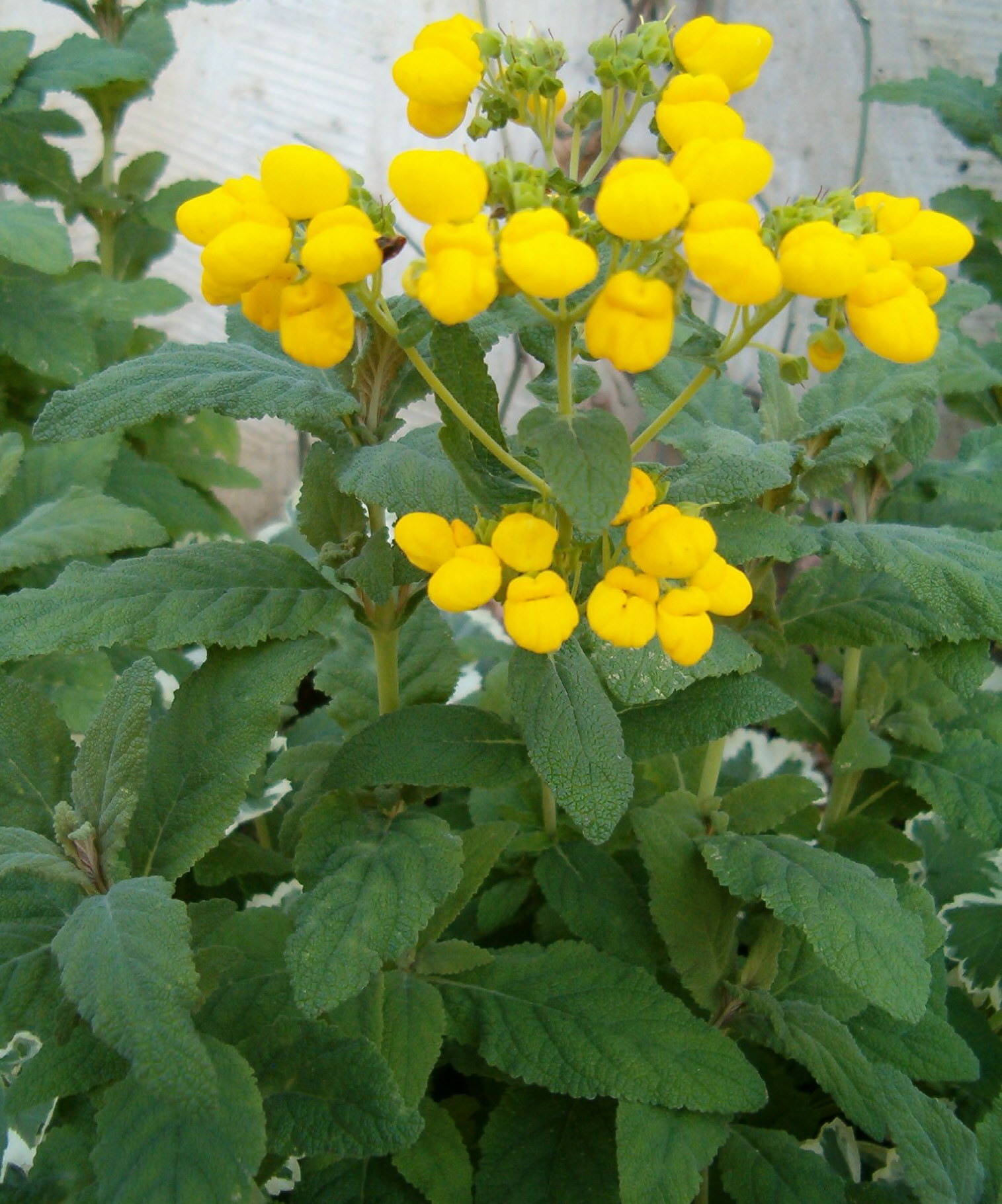
Garten-Pantoffelblume (Calceolaria integrifolia)

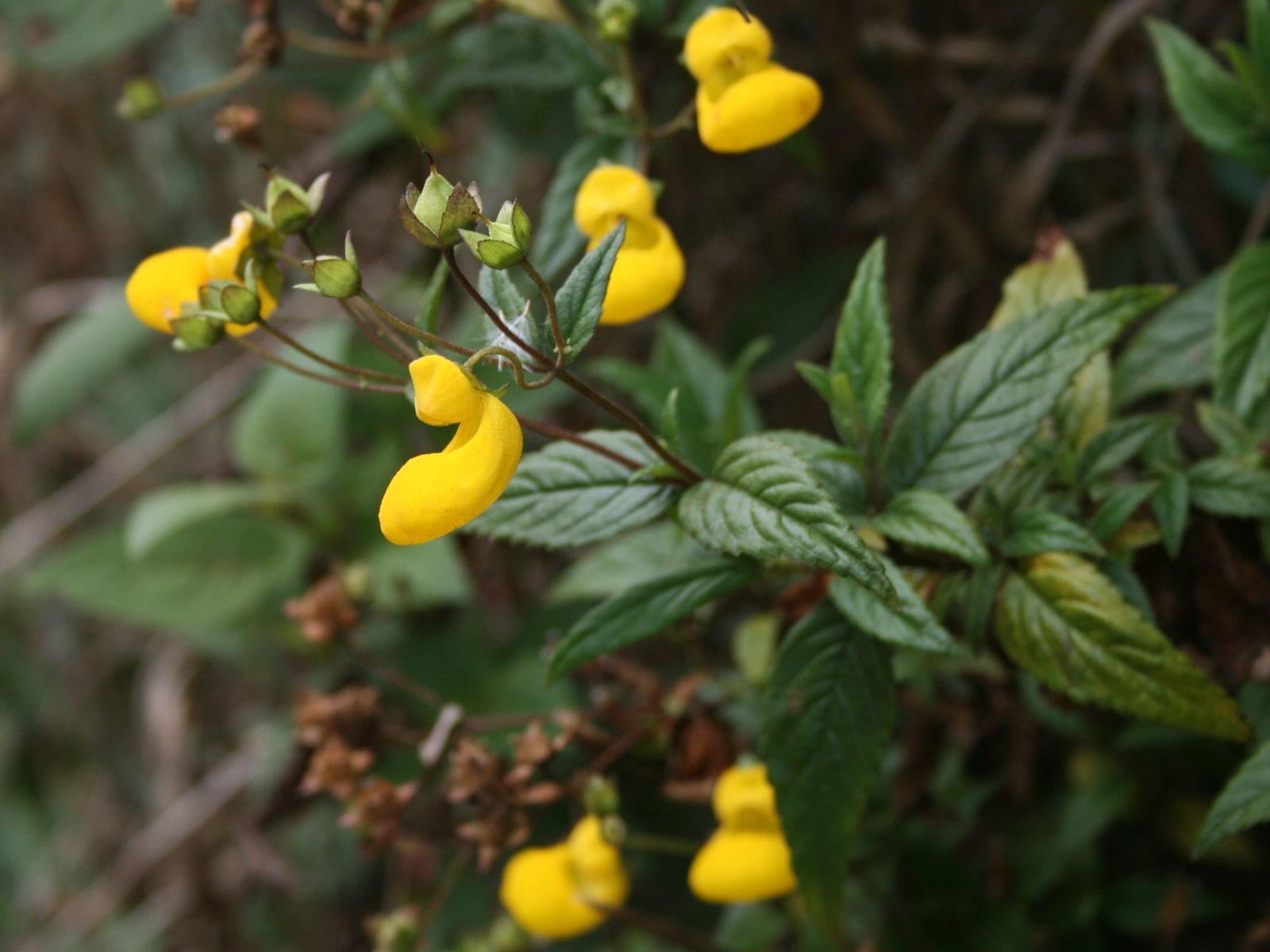
Blüten, junge Früchte und gegenständige Laubblätter von Calceolaria irazuensis

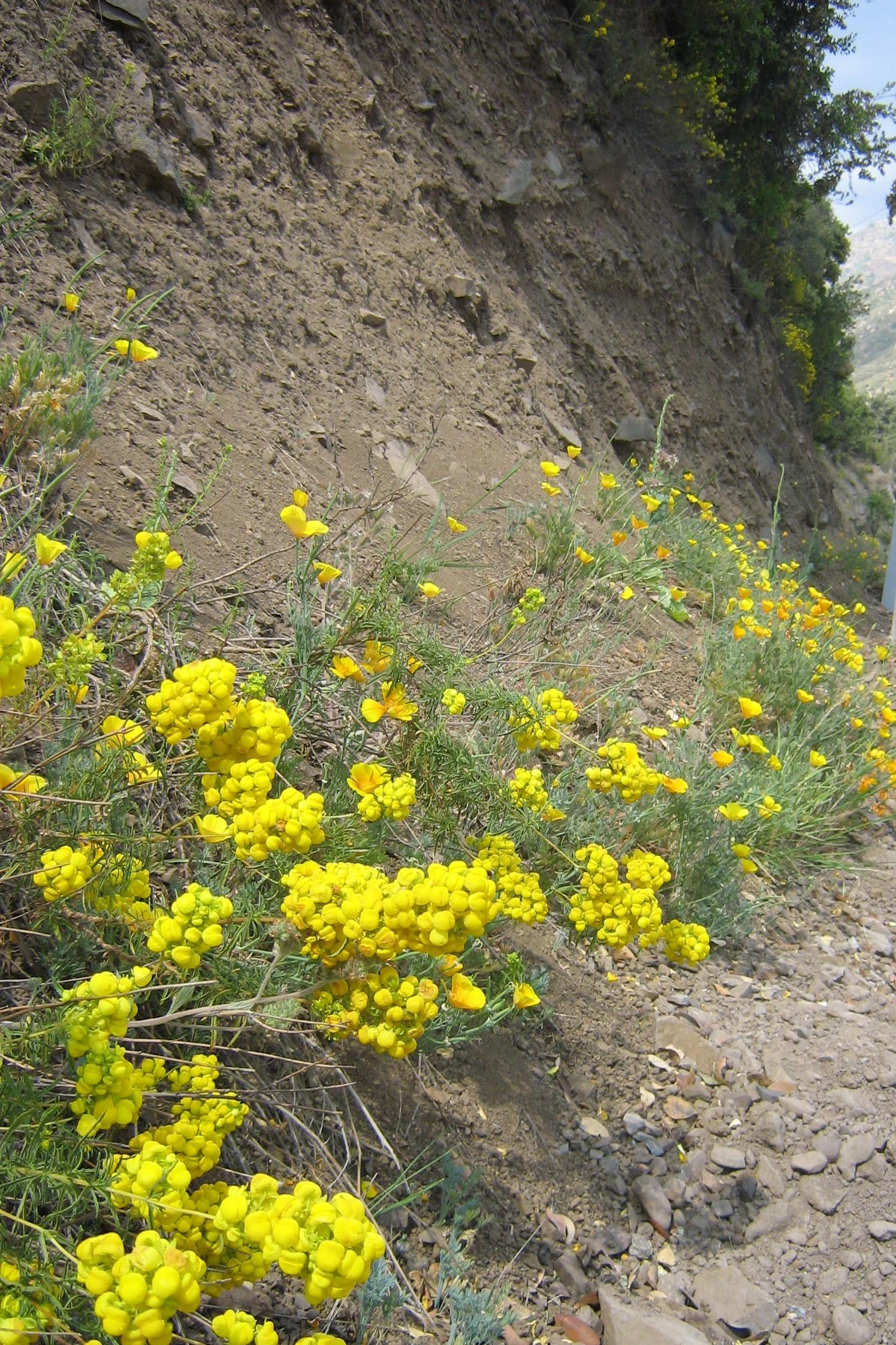
Habitus von Calceolaria pinnifolia

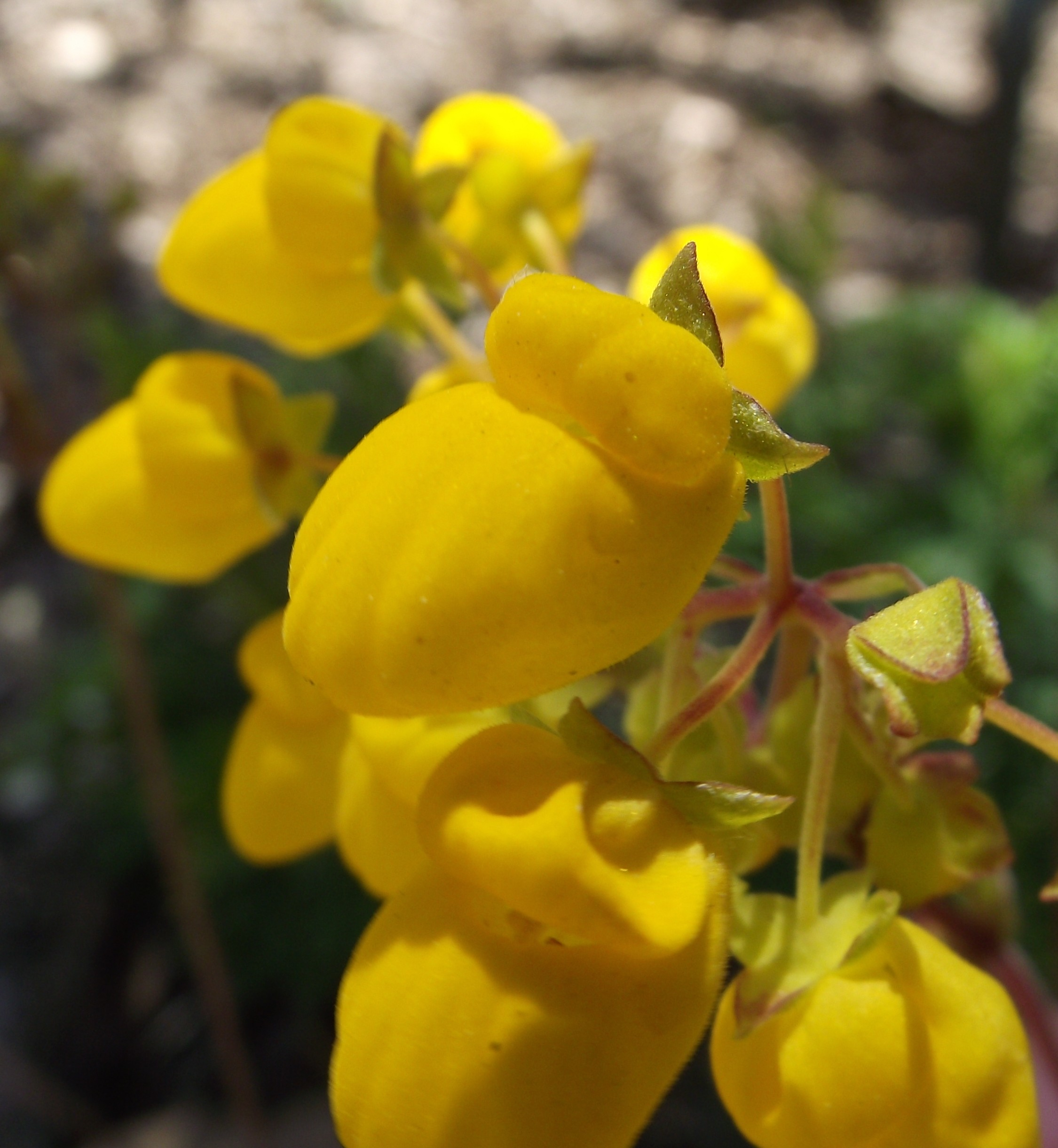
Zygomorphe Blüte von Calceolaria salicifolia

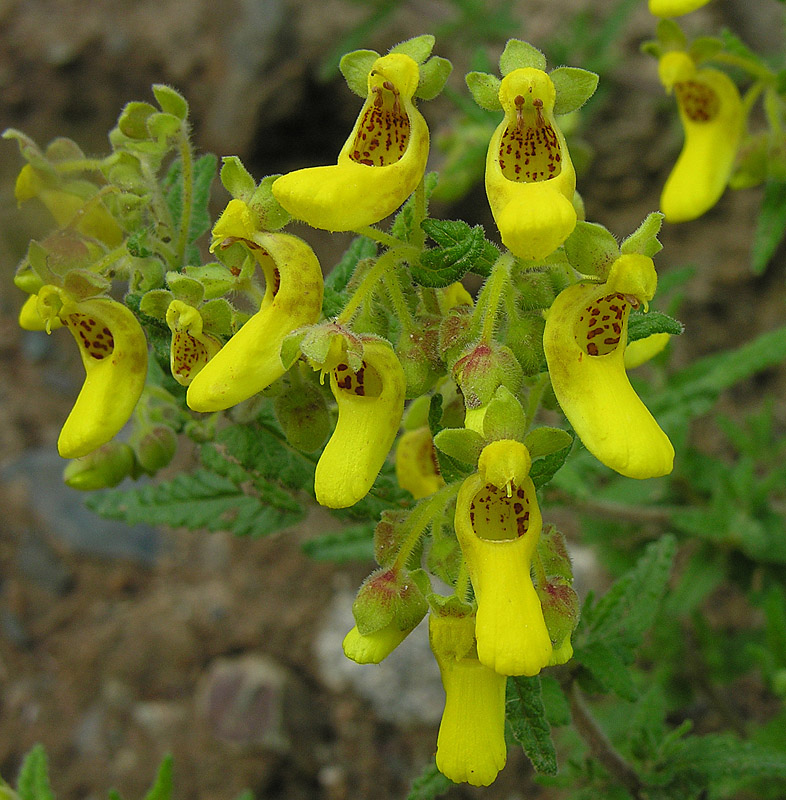
Habitus und zygomorphe Blüten von Calceolaria teucrioides

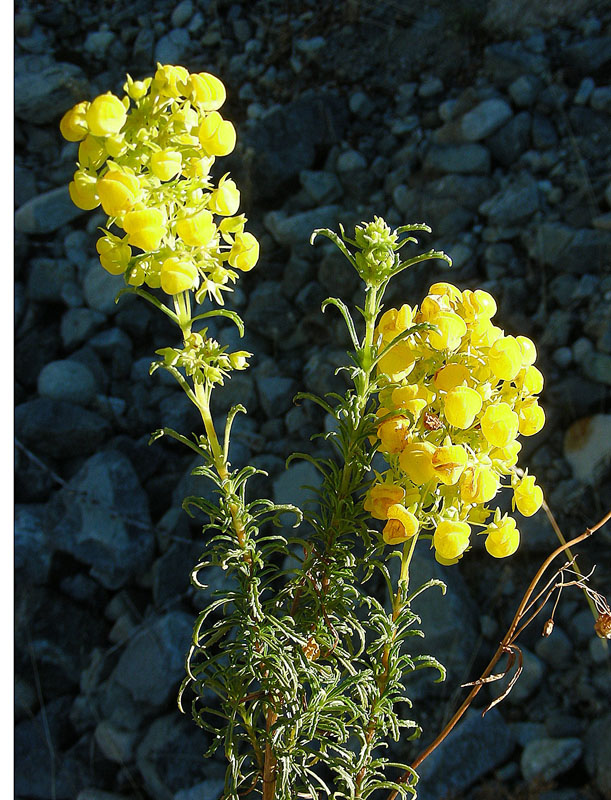
Habitus von Calceolaria thyrsiflora

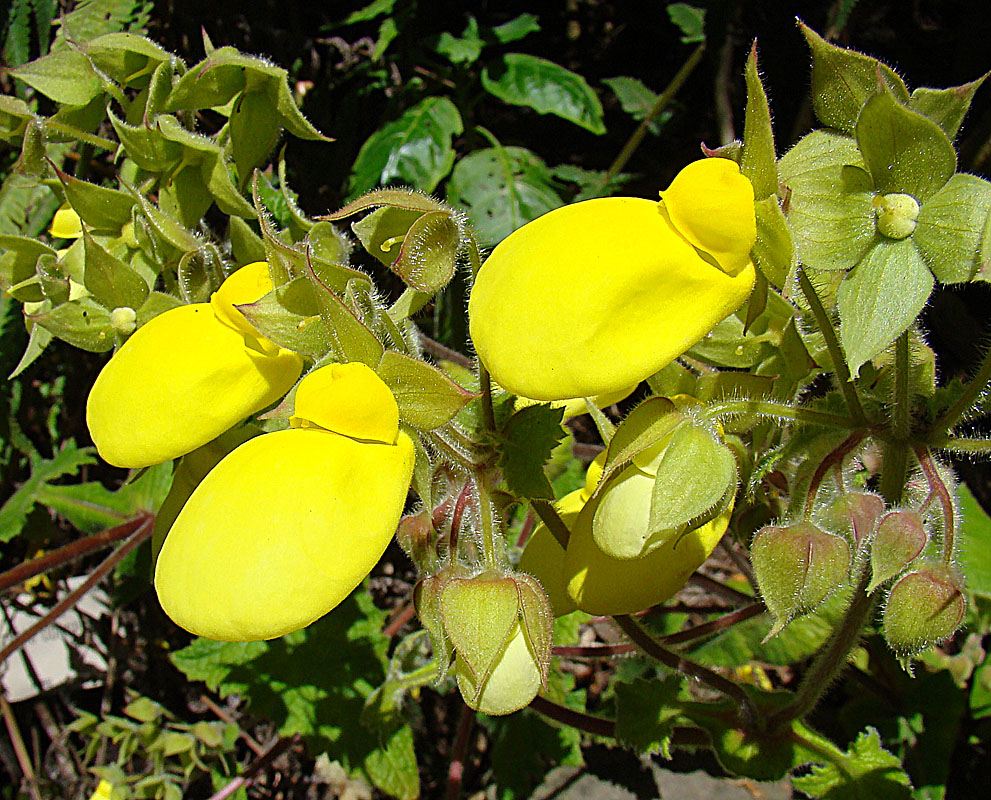
Zygomorphe Blüten von Calceolaria tomentosa

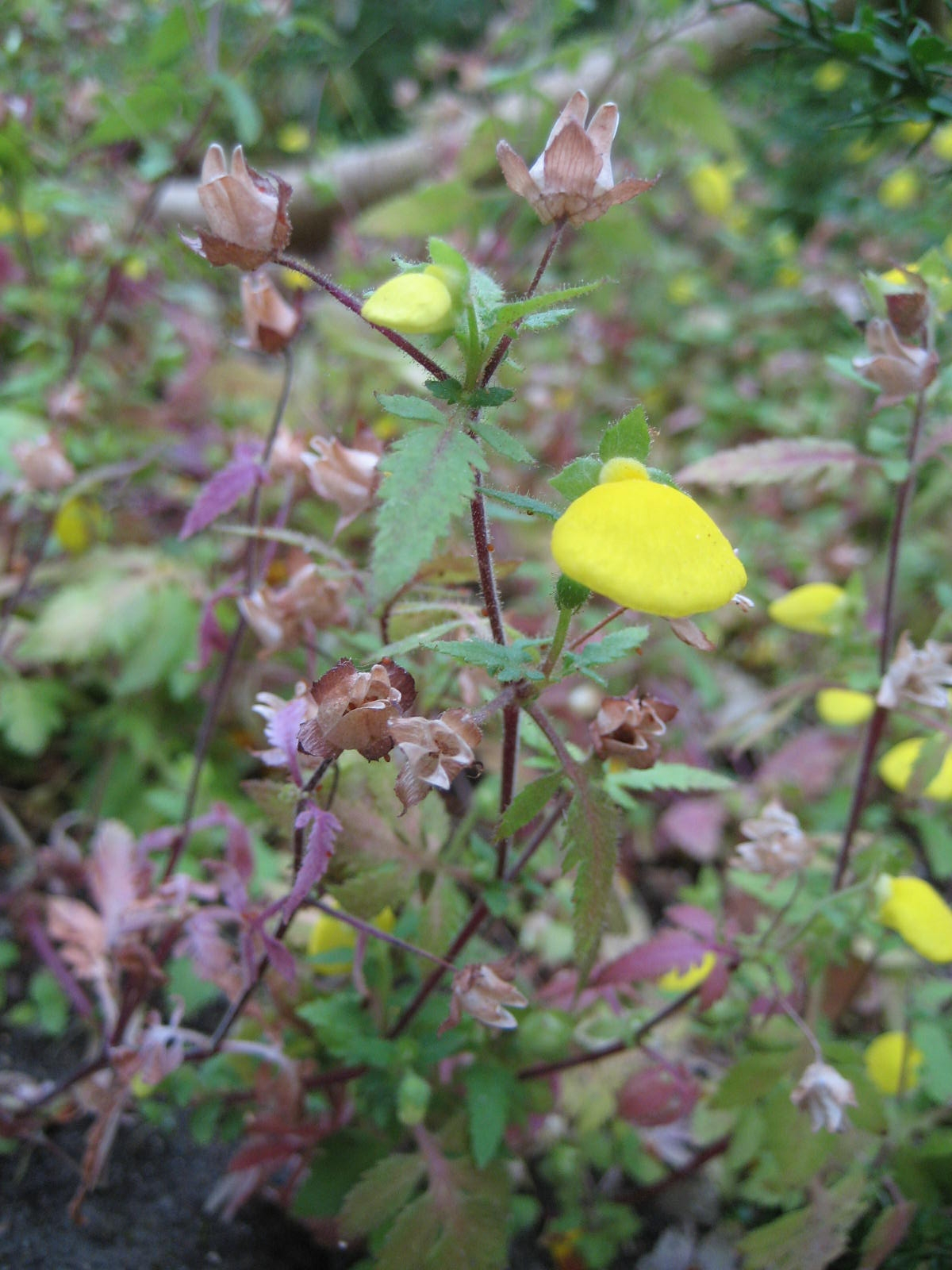
Habitus und Blüten von Calceolaria tripartita

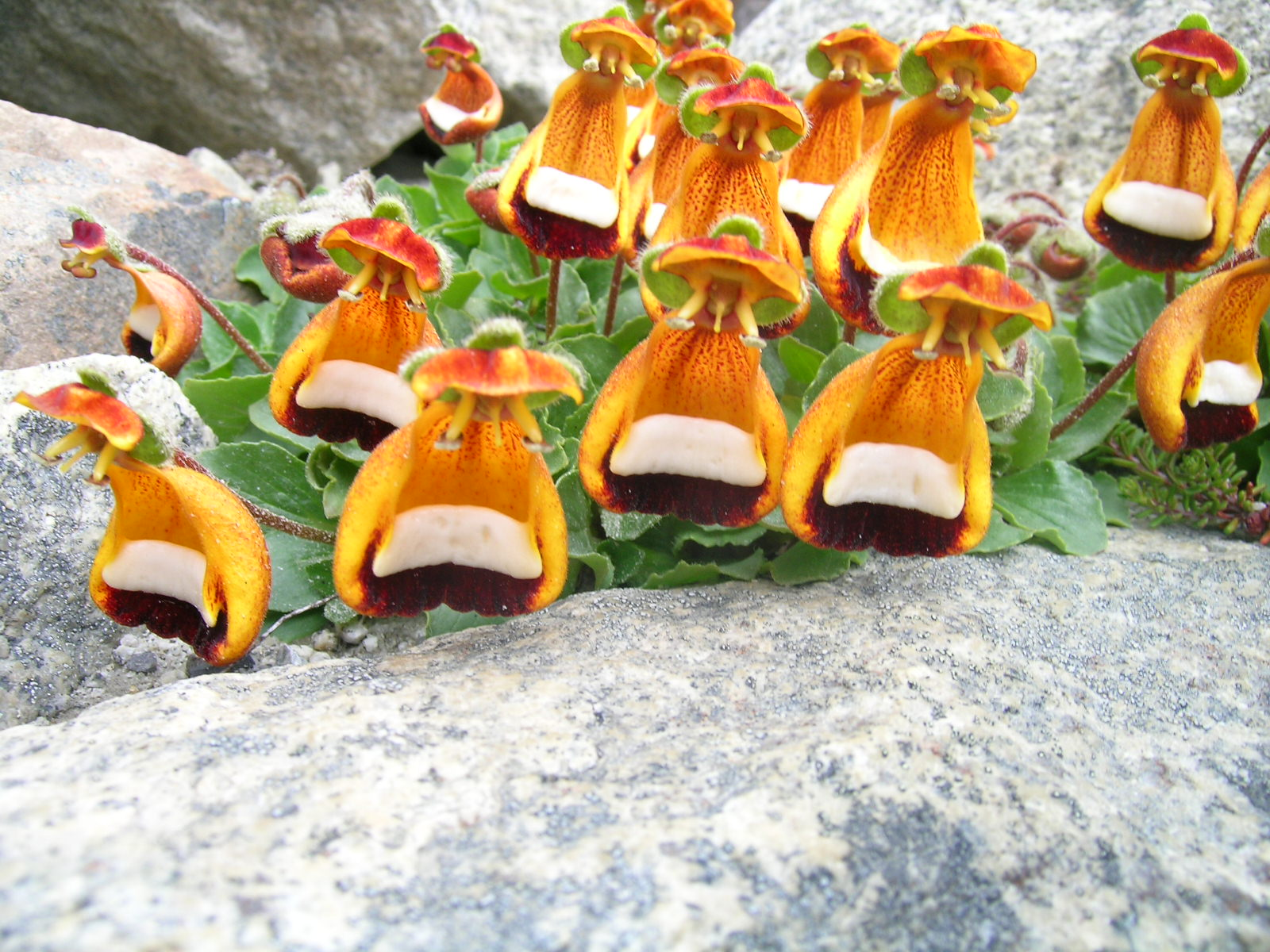
Habitus von Calceolaria uniflora

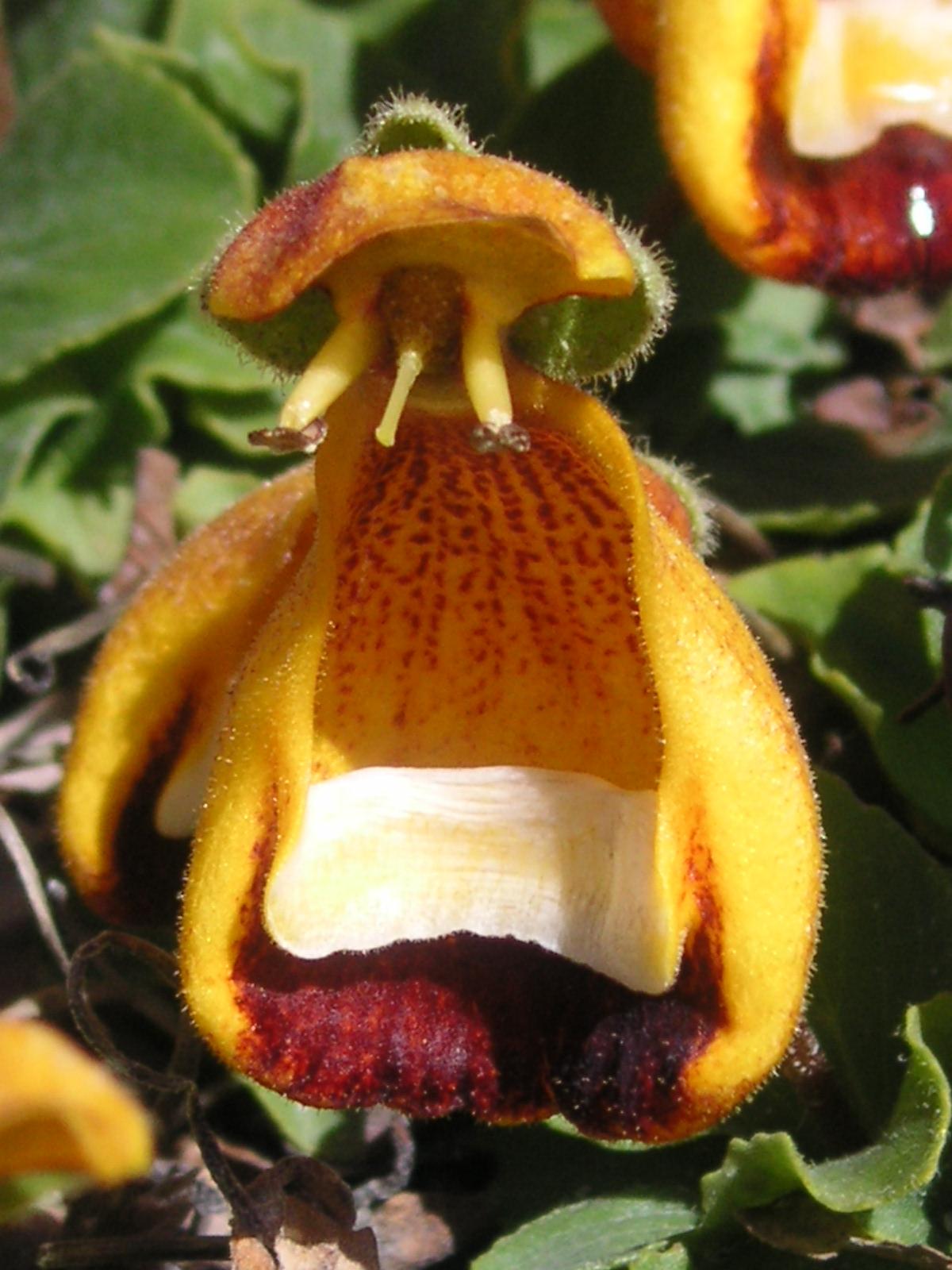
Zygomorphe Blüte von Calceolaria uniflora

Zur Gattung der Pantoffelblumen (Calceolaria) gehören 240 bis 270 Arten in der Neotropis:
- Calceolaria aconcaguina Phil.: Dieser Endemit kommt nur im westlichen Aconcagua im nördlichen Chile vor.[4]
- Calceolaria adenanthera Molau: Es gibt zwei Unterarten:[4]
  - Calceolaria adenanthera Molau subsp. adenanthera: Sie kommt nur im westlichen-zentralen Ecuador vor.[4]
  - Calceolaria adenanthera subsp. bracteata Molau: Sie kommt nur im westlichen-zentralen Ecuador vor.[4]
- Calceolaria adenocalyx Molau: Dieser Endemit kommt nur in den Anden im nordöstlichen Kolumbien vor.[4]
- Calceolaria aiseniana C.Ehrh.: Sie kommt nur im südlichen Chile vor.[4]
- Calceolaria ajugoides Kraenzl.: Sie kommt im zentralen Peru vor.[4]
- Calceolaria alata (Pennell) Pennell: Sie kommt von Kolumbien bis zum nördlichen Ecuador vor.[4]
- Calceolaria alba Ruiz & Pav. (Syn.: Calceolaria bridgesii Kunze, Calceolaria palpe Steud. & Hochst. ex Benth.): Sie besitzt ein disjunktes Areal in Peru und im zentralen Chile.[4]
- Calceolaria albotomentosa Pennell: Sie kommt in Ecuador vor.[4]
- Calceolaria amoena Molau: Sie kommt im nördlichen Bolivien vor.[4]
- Calceolaria andina Benth. (Syn.: Calceolaria andina var. andicola Reiche, Calceolaria andina var. verbascifolia Clos, Calceolaria secunda Witasek, Fagelia andina (Benth.) Kuntze): Sie kommt im zentralen Chile vor.[4]
- Calceolaria angustiflora Ruiz & Pav. (Syn.: Calceolaria angustiflora Hook., Calceolaria gemelliflora Cav., Calceolaria multiflora Cav., Calceolaria verticillata Ruiz & Pav., Calceolaria verticillata var. multiflora Benth., Fagelia angustiflora (Ruiz & Pav.) Kuntze, Fagelia verticillata (Ruiz & Pav.) Kuntze): Sie kommt in Peru vor.[4]
- Calceolaria angustifolia (Lindl.) Sweet (Syn.: Calceolaria berteroi Colla, Calceolaria ferruginea Colla, Calceolaria ferruginea var. densifolia Phil., Calceolaria integrifolia var. angustifolia Lindl., Calceolaria salicariifolia Phil., Fagelia berteroi (Colla) Kuntze): Sie kommt vom zentralen Chile und in weiten Teilen Argentiniens nach Süden bis zur Provinz Neuquén vor.[4]
- Calceolaria anisanthera Pennell: Sie kommt vom südlichen Ecuador bis nördlichen Peru vor.[4]
- Calceolaria annua Edwin (Syn.: Calceolaria subscaposa Edwin): Dieser Endemit kommt nur im westlichen-zentralen Peru vor.[4]
- Calceolaria aperta Edwin[4]
- Calceolaria aquatica A.Braun & C.D.Bouché[4]
- Calceolaria arachnoidea Graham[4]
- Calceolaria arbuscula Molau[4]
- Calceolaria argentea Kunth[4]
- Calceolaria ascendens Lindl.[4]
- Calceolaria asperula Phil.[4]
- Calceolaria atahualpae Kraenzl.[4]
- Calceolaria auriculata Phil.[4]
- Calceolaria australis (Molau) Molau[4]
- Calceolaria ballotifolia Kraenzl.[4]
- Calceolaria barbata Molau[4]
- Calceolaria bartsiifolia Wedd.[4]
- Calceolaria belophora Pennell[4]
- Calceolaria bentae Molau[4]
- Calceolaria bicolor Ruiz & Pav.[4]
- Calceolaria bicrenata Ruiz & Pav.[4]
- Calceolaria biflora Lam.[4]
- Calceolaria bogotensis (Pennell) Pennell[4]
- Calceolaria boliviana (Britton ex Rusby) Pennell[4]
- Calceolaria brachiata Kraenzl.[4]
- Calceolaria brunellifolia Phil.[4]
- Calceolaria buchtieniana Kraenzl.[4]
- Calceolaria bullata Molau[4]
- Calceolaria caespitosa Molau[4]
- Calceolaria cajabambae Kraenzl.[4]
- Calceolaria caleuana Muñoz-Schick & A.Moreira (Syn.: Calceolaria espinosae Muñoz-Schick & A.Moreira): Sie wurde 2009 aus dem zentralen Chile erstbeschrieben.[4]
- Calceolaria calycina Benth.[4]
- Calceolaria campanae Phil.[4]
- Calceolaria cana Cav.[4]
- Calceolaria cataractarum Molau[4]
- Calceolaria cavanillesii Phil.[4]
- Calceolaria chaetostemon Pennell[4]
- Calceolaria chelidonioides Kunth[4]
- Calceolaria chibulensis C.Romero, Bussmann & Puppo: Sie wurde 2017 aus Peru erstbeschrieben.[4]
- Calceolaria chrysosphaera Pennell[4]
- Calceolaria collina Phil.[4]
- Calceolaria colombiana Pennell[4]
- Calceolaria colquepatana Pennell[4]
- Calceolaria commutata Molau[4]
- Calceolaria comosa Pennell[4]
- Calceolaria comulcana C.Romero, Bussmann & Puppo: Sie wurde 2017 aus Peru erstbeschrieben.[4]
- Calceolaria concava Molau[4]
- Calceolaria connatifolia Pennell[4]
- Calceolaria conocarpa Pennell[4]
- Calceolaria cordifolia Molau[4]
- Calceolaria cordiformis Edwin ex Moldau[4]
- Calceolaria corymbosa Ruiz & Pav.[4]
- Calceolaria crassa Molau[4]
- Calceolaria crenata Lam.[4]
- Calceolaria crenatiflora Cav.[4]
- Calceolaria cumbemayensis Molau[4]
- Calceolaria cuneiformis Ruiz & Pav.[4]
- Calceolaria cypripediiflora Kraenzl.[4]
- Calceolaria deflexa Ruiz & Pav.[4]
- Calceolaria densiflora Molau[4]
- Calceolaria densifolia Phil.[4]
- Calceolaria dentata Ruiz & Pav.[4]
- Calceolaria dentifolia Edwin[4]
- Calceolaria dichotoma Lam.[4]
- Calceolaria dilatata Benth.[4]
- Calceolaria discotheca Molau[4]
- Calceolaria divaricata Kunth[4]
- Calceolaria elatior Griseb.[4]
- Calceolaria engleriana Kraenzl.[4]
- Calceolaria ericoides Juss. ex Vahl[4]
- Calceolaria extensa Benth.[4]
- Calceolaria ferruginea Cav.[4]
- Calceolaria filicaulis Clos[4]
- Calceolaria flavovirens C.Ehrh.[4]
- Calceolaria flexuosa Ruiz & Pav.[4]
- Calceolaria flosparva Edwin[4]
- Calceolaria fothergillii Aiton[4]
- Calceolaria frondosa Molau[4]
- Calceolaria fulva Witasek[4]
- Calceolaria fusca Pennell[4]
- Calceolaria gaultherioides Molau[4]
- Calceolaria georgiana Phil.[4]
- Calceolaria germainii Witasek[4]
- Calceolaria glacialis Wedd.[4]
- Calceolaria glandulosa Poepp. ex Benth.[4]
- Calceolaria glauca Ruiz & Pav.[4]
- Calceolaria gossypina Benth.[4]
- Calceolaria grandiflora Pennell[4]
- Calceolaria harlingii Molau[4]
- Calceolaria helianthemoides Kunth[4]
- Calceolaria heterophylla Ruiz & Pav.[4]
- Calceolaria hirtiflora Pennell[4]
- Calceolaria hispida Benth.[4]
- Calceolaria hypericina Poepp. ex Benth.[4]
- Calceolaria hypoleuca Meyen[4]
- Calceolaria hyssopifolia Kunth[4]
- Calceolaria inamoena Kraenzl.[4]
- Calceolaria inaudita Kraenzl.[4]
- Calceolaria incachacensis Kraenzl.[4]
- Calceolaria incarum Kraenzl.[4]
- Calceolaria inflexa Ruiz & Pav.[4]
- Garten-Pantoffelblume (Calceolaria integrifolia L.)
- Calceolaria involuta Ruiz & Pav.[4]
- Calceolaria irazuensis Donn.Sm.[4]
- Calceolaria jujuyensis Botta[4]
- Calceolaria juncalensis Kraenzl.[4]
- Calceolaria kraenzliniae Kraenzl.[4]
- Calceolaria laevis Molau[4]
- Calceolaria lagunae-blancae Kraenzl.[4]
- Calceolaria lamiifolia Kunth[4]
- Calceolaria lanata Kunth[4]
- Calceolaria lanigera Phil.[4]
- Calceolaria lasiocalyx Pennell[4]
- Calceolaria latifolia Benth.[4]
- Calceolaria lavandulifolia Kunth[4]
- Calceolaria lehmanniana Kraenzl.[4]
- Calceolaria lepida Phil.[4]
- Calceolaria lepidota Kraenzl.[4]
- Calceolaria leptantha Pennell[4]
- Calceolaria leucanthera Pennell[4]
- Calceolaria linearis Ruiz & Pav.[4]
- Calceolaria llamaensis (Edwin) Molau[4]
- Calceolaria lobata Cav.[4]
- Calceolaria lojensis Pennell[4]
- Calceolaria ludens Kraenzl.[4]
- Calceolaria luteocalyx Edwin[4]
- Calceolaria maculata Edwin[4]
- Calceolaria martinezii Kraenzl.[4]
- Calceolaria melissifolia Benth.[4]
- Calceolaria mexicana Benth.[4]
- Calceolaria meyeniana Phil.[4]
- Calceolaria micans Molau[4]
- Calceolaria microbefaria Kraenzl.[4]
- Calceolaria molaui Puppo[4]
- Calceolaria mollissima Walp.[4]
- Calceolaria monantha Kraenzl.[4]
- Calceolaria morisii Walp.[4]
- Calceolaria moyobambae Kraenzl.[4]
- Calceolaria myriophylla Kraenzl.[4]
- Calceolaria neglecta Molau[4]
- Calceolaria nevadensis (Pennell) Standl.[4]
- Calceolaria nitida Colla[4]
- Calceolaria nivalis Kunth[4]
- Calceolaria nudicaulis Benth.[4]
- Calceolaria obliqua Molau[4]
- Calceolaria oblonga Ruiz & Pav.[4]
- Calceolaria obtusa Molau[4]
- Calceolaria odontophylla Molau[4]
- Calceolaria olivacea Molau[4]
- Calceolaria oreophila Molau[4]
- Calceolaria oxapampensis Puppo: Sie wurde 2008 aus Peru erstbeschrieben.[4]
- Calceolaria oxyphylla Molau[4]
- Calceolaria pallida Phil.[4]
- Calceolaria paposana Phil.[4]
- Calceolaria paralia Cav.[4]
- Calceolaria parviflora Gillies ex Benth.[4]
- Calceolaria parvifolia Wedd.[4]
- Calceolaria pavonii Benth.[4]
- Calceolaria pedunculata Molau[4]
- Calceolaria penlandii Pennell[4]
- Calceolaria pennellii Descole & Borsini: Sie kommt im südlichen Chile sowie südlichen Argentinien vor.[4]
- Calceolaria percaespitosa Wooden[4]
- Calceolaria perfoliata L. f.[4]
- Calceolaria petioalaris Cav.[4]
- Calceolaria phaceliifolia Edwin[4]
- Calceolaria phaeotricha Molau[4]
- Calceolaria philippii Eyzag.[4]
- Calceolaria picta Phil.[4]
- Calceolaria pilosa Molau[4]
- Calceolaria pinifolia Cav.[4]
- Calceolaria pinnata L.[4]
- Calceolaria pisacomensis Meyen ex Walp.[4]
- Calceolaria platyzyga Diels[4]
- Calceolaria plectranthifolia Walp.[4]
- Calceolaria poikilanthes Sandwith[4]
- Calceolaria polifolia Hook.[4]
- Calceolaria polyclada Kraenzl.[4]
- Calceolaria polyrhiza Cav.[4]
- Calceolaria procera Pennell[4]
- Calceolaria psammophila Skottsb.[4]
- Calceolaria pulverulenta Ruiz & Pav.[4]
- Calceolaria pumila Edwin[4]
- Calceolaria punicea Ruiz & Pav.[4]
- Calceolaria puppoae Molinari[4]
- Calceolaria purpurascens (Sodiro) Molau[4]
- Calceolaria purpurea Graham[4]
- Calceolaria quitoensis Pennell[4]
- Calceolaria ramosa Molau[4]
- Calceolaria rariflora Molau[4]
- Calceolaria reichlinii Edwin[4]
- Calceolaria revoluta Pennell[4]
- Calceolaria rhacodes Kraenzl.[4]
- Calceolaria rhododendroides Kraenzl.[4]
- Calceolaria rhombifolia Molau[4]
- Calceolaria rinconada C.Ehrh.: Dieser Endemit kommt nur in Antofagasta im nördlichen Chile vor.[4]
- Calceolaria rivularis Kraenzl.[4]
- Calceolaria rosmarinifolia Lam.[4]
- Calceolaria rotundifolia Kunth[4]
- Calceolaria rubiginosa C.Ehrh.: Sie wurde 2005 aus dem zentralen Chile erstbeschrieben.[4]
- Calceolaria rufescens Molau[4]
- Calceolaria rugulosa Edwin[4]
- Calceolaria ruiz-lealii Descole & Borsini[4]
- Calceolaria rupestris Molau[4]
- Calceolaria salicifolia Ruiz & Pav.[4]
- Calceolaria salpoana S.Leiva, E.Rodr. & V.Rimarachín: Sie wurde 2017 aus Peru erstbeschrieben.[4]
- Calceolaria santolinoides Kraenzl.[4]
- Calceolaria scabra Ruiz & Pav.[4]
- Calceolaria scapiflora (Ruiz & Pav.) Benth.[4]
- Calceolaria schickendantziana Kraenzl.[4]
- Calceolaria sclerophylla Molau[4]
- Calceolaria segethii Phil.[4]
- Calceolaria semiconnata Pennell[4]
- Calceolaria sericea Pennell[4]
- Calceolaria serrata Lam.[4]
- Calceolaria sessilis Ruiz & Pav.[4]
- Calceolaria sibthorpioides Kunth[4]
- Calceolaria sonchensis Pennell ex Edwin[4]
- Calceolaria soratensis Kraenzl.[4]
- Calceolaria sotarensis Pennell[4]
- Calceolaria sparsiflora Kunze[4]
- Calceolaria spathulata Witasek[4]
- Calceolaria speciosa Pennell[4]
- Calceolaria spruceana Kraenzl.[4]
- Calceolaria stellariifolia Phil.[4]
- Calceolaria stricta Kunth[4]
- Calceolaria talcana J.Grau & C.Ehrh.: Sie kommt im zentralen Chile vor.[4]
- Calceolaria tenella Poepp.[4]
- Calceolaria tenuis Benth.[4]
- Calceolaria ternata Molau[4]
- Calceolaria tetragona Benth.[4]
- Calceolaria teucrioides Griseb.[4]
- Calceolaria thyrsiflora Graham[4]
- Calceolaria tomentosa Ruiz & Pav.[4]
- Calceolaria triandra (Cav.) Vahl[4]
- Calceolaria trichanthera Molau[4]
- Calceolaria triloba Edwin[4]
- Calceolaria trilobata Hemsl.[4]
- Calceolaria tripartita Ruiz & Pav.[4]
- Calceolaria tucumana Descole[4]
- Calceolaria umbellata Wedd.[4]
- Calceolaria undulata Benth.[4]
- Calceolaria uniflora Lam.[4]
- Calceolaria urticifolia Molau[4]
- Calceolaria utricularioides Hook. ex Benth.[4]
- Calceolaria vaccinioides Kraenzl.[4]
- Calceolaria valdiviana Phil.[4]
- Calceolaria variifolia Edwin[4]
- Calceolaria velutina Pennell[4]
- Calceolaria velutinoides Edwin[4]
- Calceolaria verbascifolia Bertero ex Phil.[4]
- Calceolaria virgata Ruiz & Pav.[4]
- Calceolaria viscosa Ruiz & Pav.[4]
- Calceolaria viscosissima (Hook.) Lindl.[4]
- Calceolaria volckmannii Phil.[4]
- Calceolaria vulpina Kraenzl.[4]
- Calceolaria weberbaueriana Kraenzl.[4]
- Calceolaria williamsii Phil.[4]
- Calceolaria zamorana Molau[4]

## Nutzung
Aus Calceolaria arachnoidea wird ein roter Farbstoff gewonnen.
Von einigen Arten gibt es viele Züchtungen, die beliebte Zierpflanzen als Beet- und Balkonpflanzen (Garten-Pantoffelblume, Calceolaria integrifolia) oder Zimmerpflanzen (Zimmer-Pantoffelblume, Calceolaria Herbeohybrida) sind.

Zimmer-Pantoffelblume
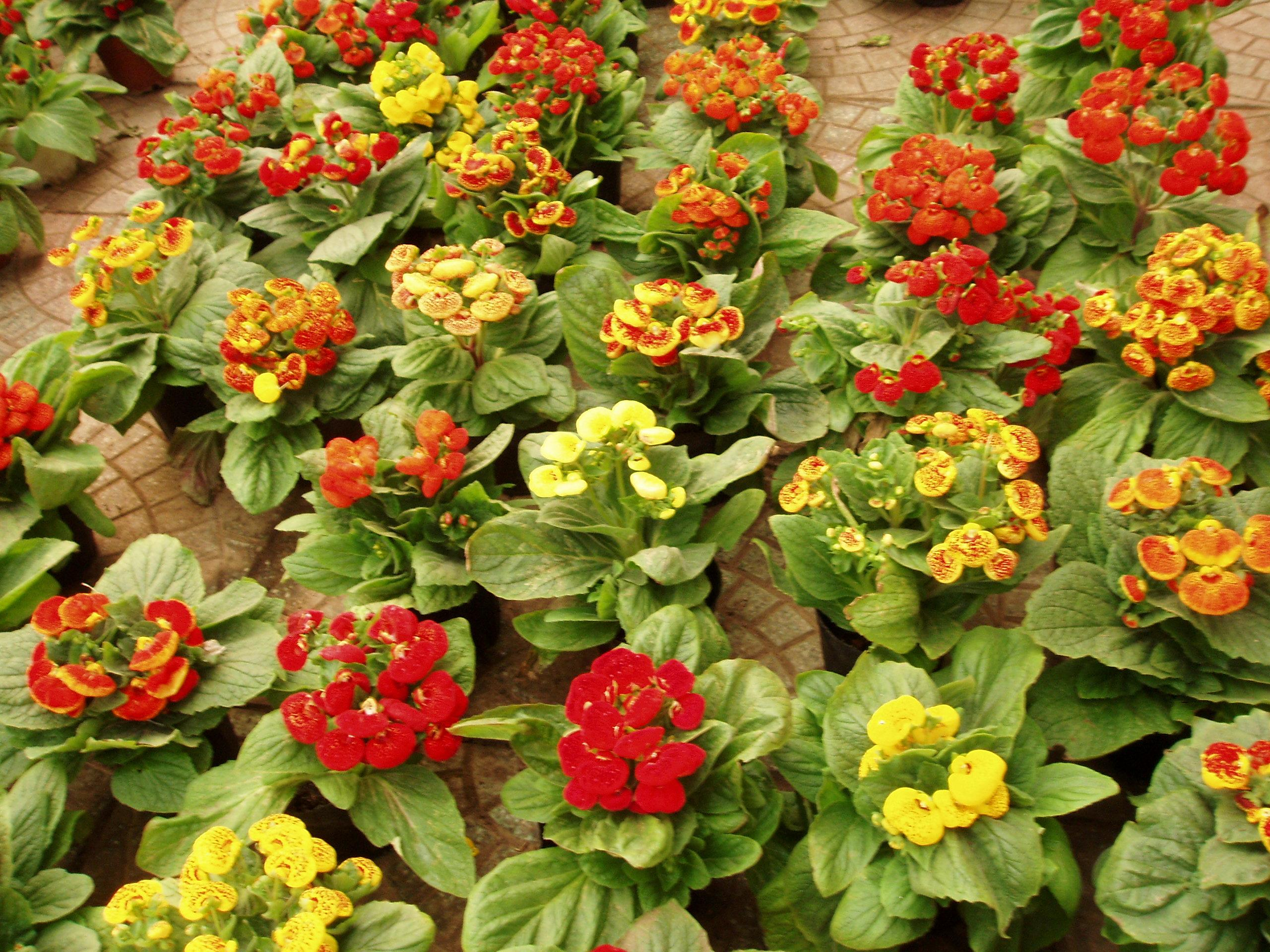
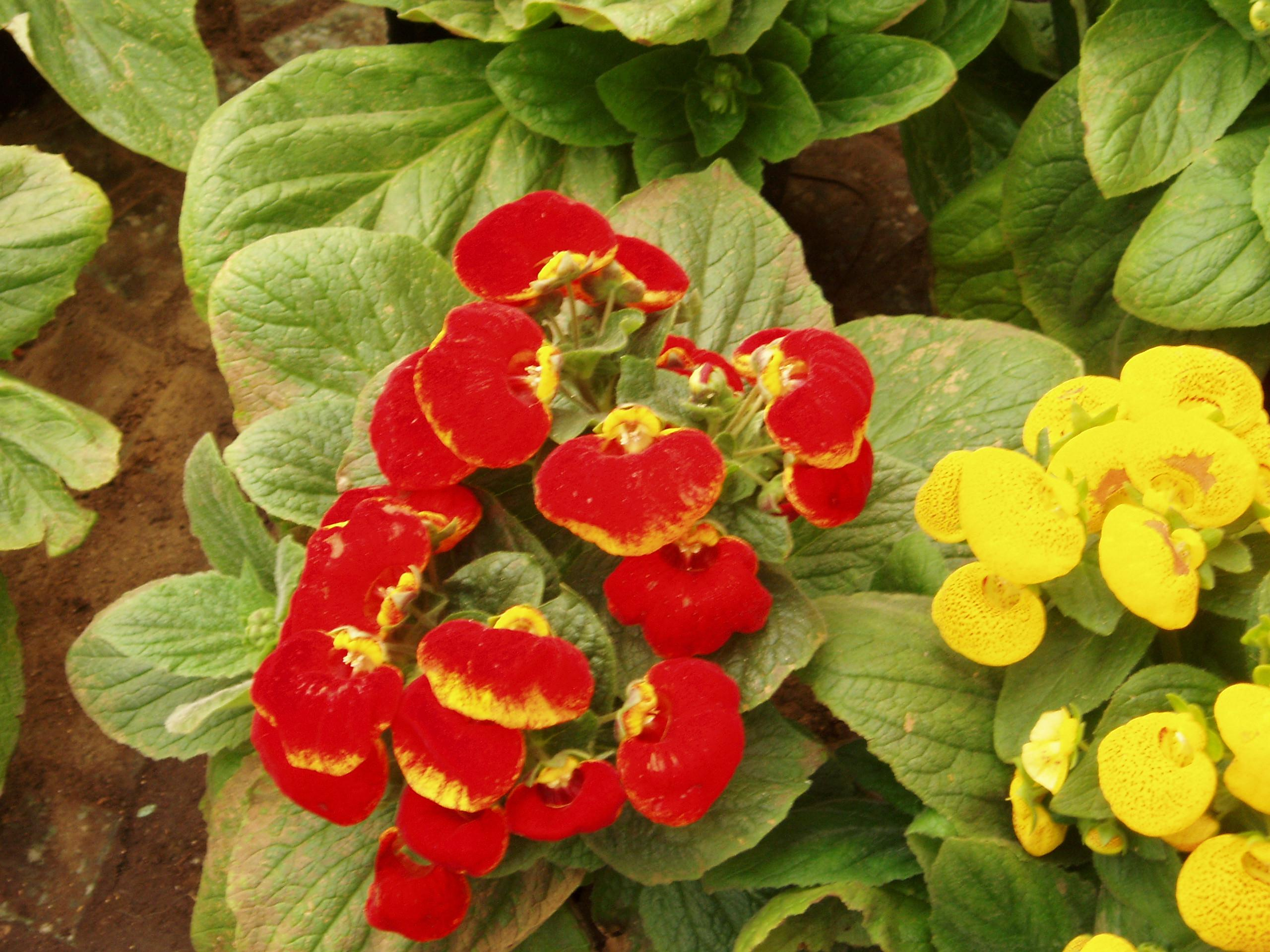
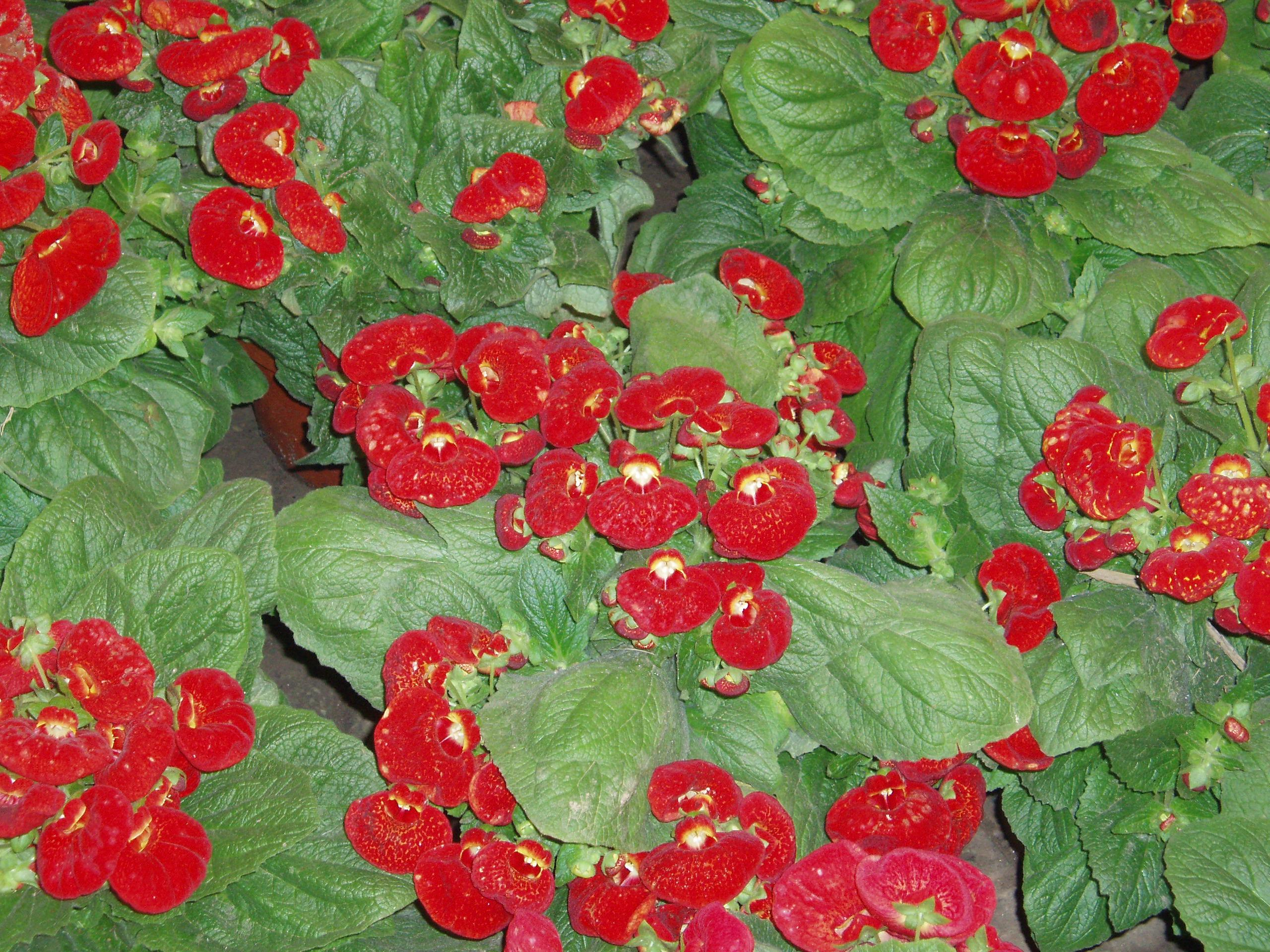